# Benedetta di Danimarca
Benedetta di Danimarca (nome completo in danese Benedikte Astrid Ingeborg Ingrid; Copenaghen, 29 aprile 1944) è stata principessa consorte di Sayn-Wittgenstein-Berleburg dal 1969 al 2017, come moglie di Riccardo II.
È sorella minore di Margherita II e maggiore di Anna Maria, nonché decima in linea di successione al trono. Ha partecipato spesso ad eventi ufficiali o semi-ufficiali in rappresentanza della ex-regina.

## Biografia

### Gioventù
La principessa Benedetta è nata nel 1944 nel palazzo di Amalienborg, secondogenita di Federico e di Ingrid di Svezia.

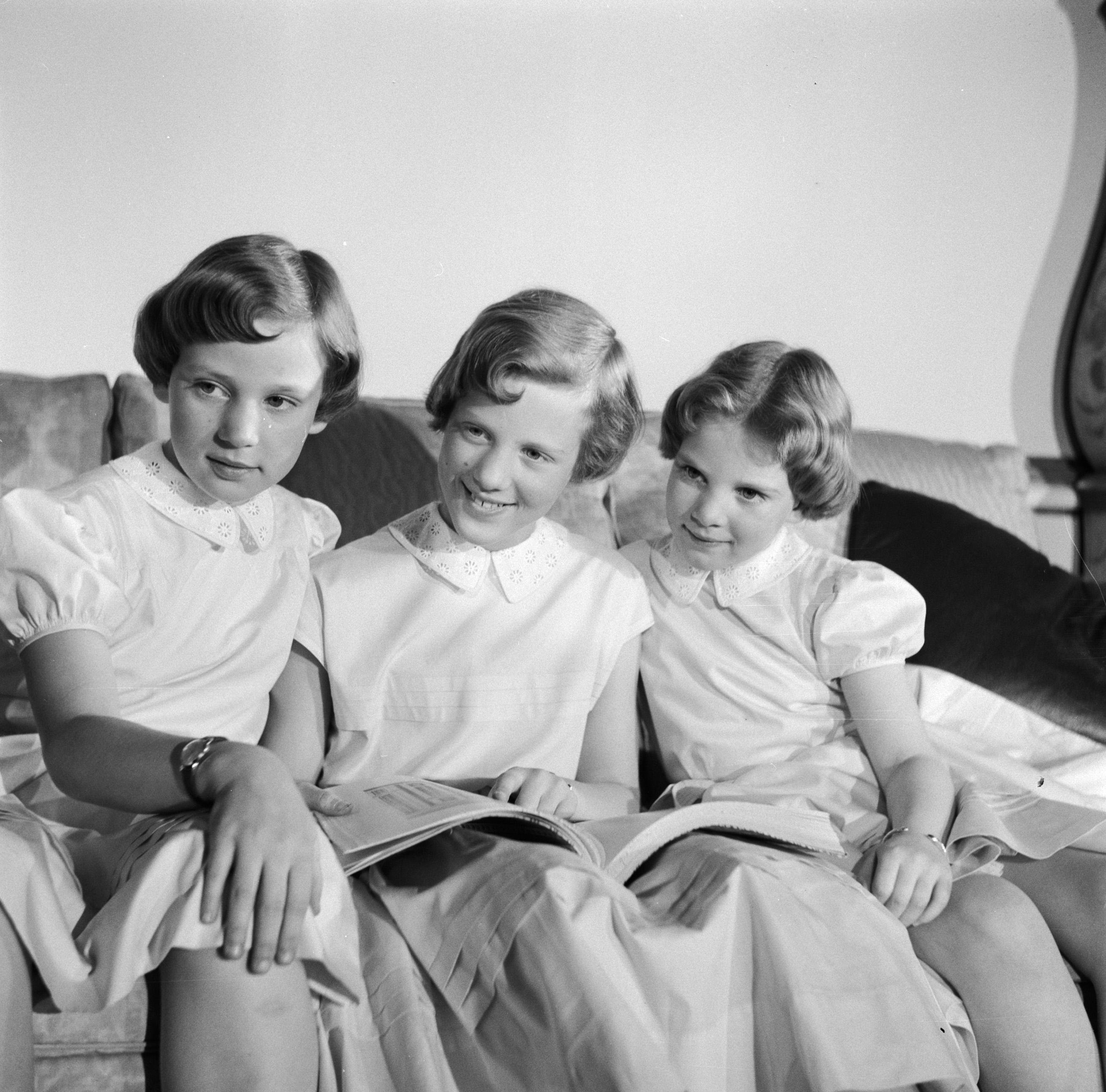
Benedetta, Margherita e Anna Maria in uno scatto di Willem van de Poll

La sua nascita avvenne durante l'occupazione della Danimarca da parte della Germania nazista. Il giorno seguente i membri del gruppo di resistenza Holger Danske effettuarono un saluto militare di 21 bombe nel parco pubblico Ørstedsparken, in riferimento ai tradizionali 21 colpi di cannone eseguiti dall'Esercito e dalla Marina in occasione delle nascite reali.
Venne battezzata il 24 maggio nella chiesa di Holmen a Copenaghen. Ebbe come padrini e madrine Cristiano X, la nonna Alessandrina di Meclemburgo-Schwerin, il principe Gustavo, Gustavo V di Svezia, il principe Sigvard, le principesse Carolina Matilde e Ingeborg, Margherita di Svezia, Alexander Ramsay ed Elizabeth Bowes-Lyon.
Crebbe con le sorelle ad Amalienborg, trascorrendo le vacanze estive nel palazzo di Gråsten. Ricevette la cresima nella cappella del palazzo di Fredensborg il 19 marzo 1959.

#### Successione ed educazione

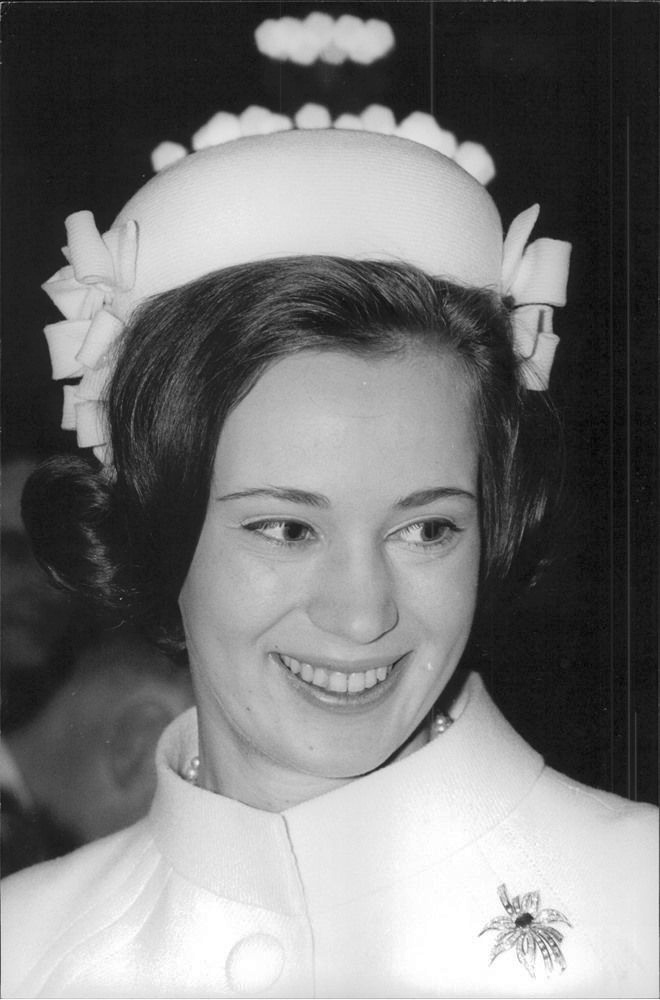
La principessa Benedetta nel 1968

Il 20 aprile 1947 il nonno di Benedetta morì e suo padre divenne re. La popolarità della famiglia di Federico IX e il ruolo di maggior rilievo assunto dalle donne nella società danese spianarono la strada all'Atto di Successione del 1953, che permetteva alle figlie femmine di ereditare il trono in assenza di figli maschi. Di conseguenza Benedetta divenne seconda in linea di successione dopo la sorella Margherita.
Frequentò la N. Zahles Skole, a eccezione del 1957 che trascorse alla Benenden School. Dal 1960 al 1961 soggiornò al collegio Brillantmont di Losanna, in Svizzera, e infine studiò design e sartoria nel 1965 alla Margrethe Skolen.
Nel 1961 fu damigella d'onore alle nozze della cugina Brigitta di Svezia e, nel 1962, lo fu al matrimonio di Juan Carlos di Borbone-Spagna e Sofia di Grecia.

### Doveri ufficiali e attività

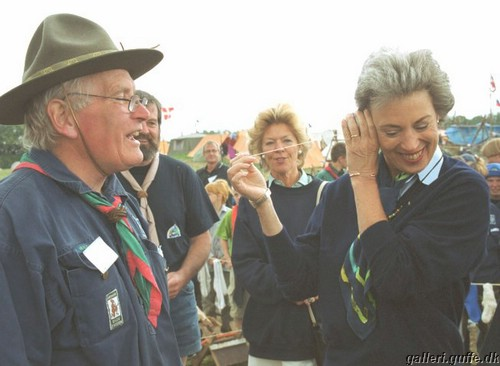
Benedetta al Blå Sommer nel 1999

In linea con il suo interesse per gli sport equestri e l'allevamento dei cavalli, nel 1963 divenne membro onorario del Sportsrideklubben. Nel 1965 sostituì la madre come presidente del Consiglio Congiunto delle Ragazze Scout e si recò in viaggio negli Stati Uniti d'America.
Nel 1975 divenne membro onorario del Kgl. Dansk Jagtklub. I suoi incarichi e patrocini riguardano anche l'ambito dei giovani e delle disabilità. Alla morte della madre ha ereditato diversi suoi impegni e, con il consenso del Folketing, venne stabilito per lei un appannaggio, corrispondente a 1.185.000 corone nel 2016.
Nel 2006 si candidò per diventare presidente della Fédération équestre internationale, dichiarando di volersi concentrare sulla trasparenza nello sport e il benessere dei cavalli. Tuttavia ricevette 16 voti, piazzandosi ultima fra le tre candidate.

### Matrimonio

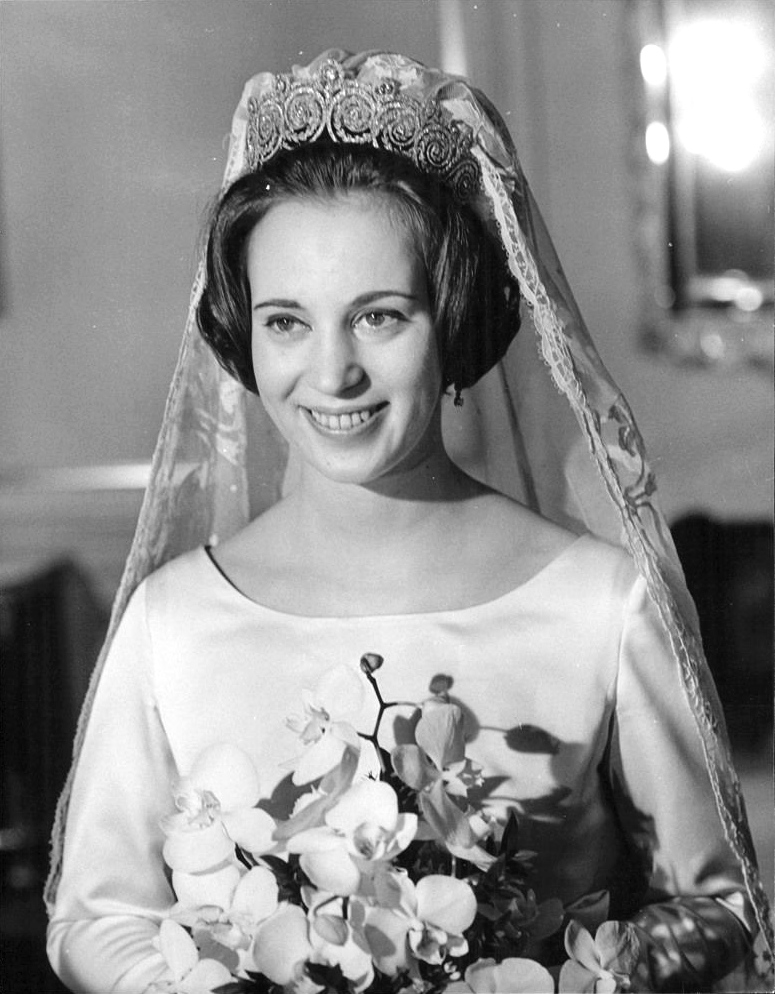
Benedetta fotografa in abito nuziale

Nel 1966, al matrimonio di Beatrice dei Paesi Bassi e Claus van Amsberg, incontrò il principe Riccardo di Sayn-Wittgenstein-Berleburg. Si sposarono il 3 febbraio 1968 nella cappella di Fredensborg. Il re decretò che i loro figli avrebbero dovuto essere allevati in Danimarca per avere diritto al trono. Dal momento che la condizione non fu accolta, i tre figli della principessa non sono in linea di successione.

## Discendenza
Benedetta di Danimarca e di Riccardo II di Sayn-Wittgenstein-Berleburg ebbero un figlio e due figlie:
- Gustav Frederik Philip Richard (nato il 12 gennaio 1969). Ha sposato civilmente il 3 giugno 2022 (rel. il 4 giugno 2002 nella Chiesa Evangelica di Bad Berleburg) la scrittrice statunitense Carina Axelsson (5 agosto 1968):
  - Principe Gustav Albrecht di Sayn-Wittgenstein-Berleburg (nato il 26 maggio 2023);
  - Principessa Mafalda (nata il 26 aprile 2024).
- Principessa Alexandra Rosemarie Ingrid Benedikte (nata il 20 novembre 1970). Ha sposato il 6 giugno 1998 al Palazzo di Gråsten il conte Jefferson von Pfeil und Klein-Ellguth (nato il 12 luglio 1967). Hanno avuto due figli e hanno divorziato nel 2017. Alexandra si è risposata il 18 maggio 2019 con il Conte Michael Ahlefeldt-Laurvig-Bille (nato il 26 febbraio 1965).
  - Conte Friedrich Richard Oscar Jefferson von Pfeil und Klein-Ellguth (nato il 14 settembre 1999).
  - Contessa Ingrid Alexandra Irma Astrid Benedikte von Pfeil und Klein-Ellguth (nata il 16 agosto 2003).
- Nathalie Xenia Margarete Benedikte (nata il 2 maggio 1975). Ha sposato il 27 maggio 2010 Alexander Johannsmann (nato il 6 dicembre 1977). Hanno due figli:
  - Konstantin Gustav Heinrich Richard Johannsmann (nato il 24 luglio 2010).
  - Louisa Margareta Benedikte Hanna Johannsmann (nata il 28 gennaio 2015).

I figli della principessa Benedetta sono designati come Altezze in Danimarca per "Ordine in Consiglio". Altrove sono Altezze Serenissime per appartenenza alla casa mediatizzata di Sayn-Wittgenstein.

## Titoli e trattamento
- 29 aprile 1944 - 17 giugno 1944: Sua Altezza Reale, la principessa Benedetta di Danimarca e Islanda[14]
- 17 giugno 1944 - 3 febbraio 1968: Sua Altezza Reale, la principessa Benedetta di Danimarca
- 3 febbraio 1968 - 13 marzo 2017: Sua Altezza Reale, la principessa di Sayn-Wittgenstein-Berleburg
- 13 marzo 2017 - attuale: Sua Altezza Reale, la principessa vedova di Sayn-Wittgenstein-Berleburg

## Ascendenza
|                                      |                     |                                                | Genitori                                      |  |  | Nonni |  |  | Bisnonni                   |  |  | Trisnonni                 |  |
|                                      |                     |                                                |                                               |  |  |       |  |  | Federico VIII di Danimarca |  |  | Cristiano IX di Danimarca |  |
|                                      |                     |                                                |                                               |  |  |       |  |  | Federico VIII di Danimarca |  |  | Cristiano IX di Danimarca |  |
|                                      |                     | Luisa d'Assia-Kassel                           |                                               |  |  |       |  |  | Federico VIII di Danimarca |  |  |                           |  |
| Cristiano X di Danimarca             |                     |                                                |                                               |  |  |       |  |  | Federico VIII di Danimarca |  |  |                           |  |
|                                      |                     | Luisa di Svezia                                | Carlo XV di Svezia                            |  |  |       |  |  |                            |  |  |                           |  |
|                                      |                     | Luisa di Svezia                                | Carlo XV di Svezia                            |  |  |       |  |  |                            |  |  |                           |  |
|                                      |                     | Luisa di Svezia                                | Luisa dei Paesi Bassi                         |  |  |       |  |  |                            |  |  |                           |  |
| Federico IX di Danimarca             |                     | Luisa di Svezia                                |                                               |  |  |       |  |  |                            |  |  |                           |  |
|                                      |                     | Federico Francesco III di Meclemburgo-Schwerin | Federico Francesco II di Meclemburgo-Schwerin |  |  |       |  |  |                            |  |  |                           |  |
|                                      |                     | Federico Francesco III di Meclemburgo-Schwerin | Federico Francesco II di Meclemburgo-Schwerin |  |  |       |  |  |                            |  |  |                           |  |
|                                      |                     | Federico Francesco III di Meclemburgo-Schwerin | Augusta di Reuss-Köstritz                     |  |  |       |  |  |                            |  |  |                           |  |
| Alessandrina di Meclemburgo-Schwerin |                     | Federico Francesco III di Meclemburgo-Schwerin |                                               |  |  |       |  |  |                            |  |  |                           |  |
|                                      |                     | Anastasija Michajlovna Romanova                | Michail Nikolaevič Romanov                    |  |  |       |  |  |                            |  |  |                           |  |
|                                      |                     | Anastasija Michajlovna Romanova                | Michail Nikolaevič Romanov                    |  |  |       |  |  |                            |  |  |                           |  |
|                                      |                     | Anastasija Michajlovna Romanova                | Cecilia di Baden                              |  |  |       |  |  |                            |  |  |                           |  |
| Benedetta di Danimarca               |                     | Anastasija Michajlovna Romanova                |                                               |  |  |       |  |  |                            |  |  |                           |  |
|                                      | Gustavo V di Svezia | Oscar II di Svezia                             |                                               |  |  |       |  |  |                            |  |  |                           |  |
|                                      | Gustavo V di Svezia | Oscar II di Svezia                             |                                               |  |  |       |  |  |                            |  |  |                           |  |
|                                      | Gustavo V di Svezia | Sofia di Nassau                                |                                               |  |  |       |  |  |                            |  |  |                           |  |
| Gustavo VI Adolfo di Svezia          | Gustavo V di Svezia |                                                |                                               |  |  |       |  |  |                            |  |  |                           |  |
|                                      |                     | Vittoria di Baden                              | Federico I di Baden                           |  |  |       |  |  |                            |  |  |                           |  |
|                                      |                     | Vittoria di Baden                              | Federico I di Baden                           |  |  |       |  |  |                            |  |  |                           |  |
|                                      |                     | Vittoria di Baden                              | Luisa di Prussia                              |  |  |       |  |  |                            |  |  |                           |  |
| Ingrid di Svezia                     |                     | Vittoria di Baden                              |                                               |  |  |       |  |  |                            |  |  |                           |  |
|                                      |                     | Arturo di Sassonia-Coburgo-Gotha               | Alberto di Sassonia-Coburgo-Gotha             |  |  |       |  |  |                            |  |  |                           |  |
|                                      |                     | Arturo di Sassonia-Coburgo-Gotha               | Alberto di Sassonia-Coburgo-Gotha             |  |  |       |  |  |                            |  |  |                           |  |
|                                      |                     | Arturo di Sassonia-Coburgo-Gotha               | Vittoria del Regno Unito                      |  |  |       |  |  |                            |  |  |                           |  |
| Margherita di Sassonia-Coburgo-Gotha |                     | Arturo di Sassonia-Coburgo-Gotha               |                                               |  |  |       |  |  |                            |  |  |                           |  |
|                                      |                     | Luisa Margherita di Prussia                    | Federico Carlo di Prussia                     |  |  |       |  |  |                            |  |  |                           |  |
|                                      |                     | Luisa Margherita di Prussia                    | Federico Carlo di Prussia                     |  |  |       |  |  |                            |  |  |                           |  |
|                                      |                     | Luisa Margherita di Prussia                    | Maria Anna di Anhalt                          |  |  |       |  |  |                            |  |  |                           |  |
|                                      |                     | Luisa Margherita di Prussia                    |                                               |  |  |       |  |  |                            |  |  |                           |  |